# Euphrasia mollis
Euphrasia mollis là loài thực vật có hoa thuộc họ Cỏ chổi. Loài này được (Ledeb.) Wettst. mô tả khoa học đầu tiên năm 1896.